# Edificio de la Amistad Grecia-Bosnia y Herzegovina
El Edificio de la Amistad Grecia-Bosnia y Herzegovina (en bosnio; croata: Zgrada prijateljstva između Grčke i Bosne i Hercegovine; en serbio: Зграда пријатељства између Грчке и Босне и Херцеговине) es un edificio de oficinas situado en Sarajevo, la capital de Bosnia y Herzegovina. El edificio alberga el Consejo de Ministros de Bosnia y Herzegovina. A menudo es conocido erróneamente como el edificio del Parlamento. Esto es debido a su proximidad a la actual sede del Parlamento de 5 pisos que se encuentra junto al edificio de la amistad greco-bosnia.
El edificio fue terminado en 1974, y fue usado por el gobierno de la antigua República Socialista de Bosnia y Herzegovina. Fue llamado originalmente edificio del Consejo Ejecutivo (Zgrada Izvršnog Vijeća). Sirvió como edificio principal del gobierno en Bosnia y Herzegovina hasta que sufrió daños por los bombardeos de Serbia en mayo de 1992 durante las primeras semanas de la guerra en Bosnia y Herzegovina. Después del final de la guerra el edificio estaba en ruinas y permaneció vacío hasta la reconstrucción que se inició en 2006. En 2006, el gobierno de Grecia otorgó el 80 % de los fondos para la reconstrucción del edificio, abierto nuevamente en 2007.